# Alter Jüdischer Friedhof (Breisach am Rhein)

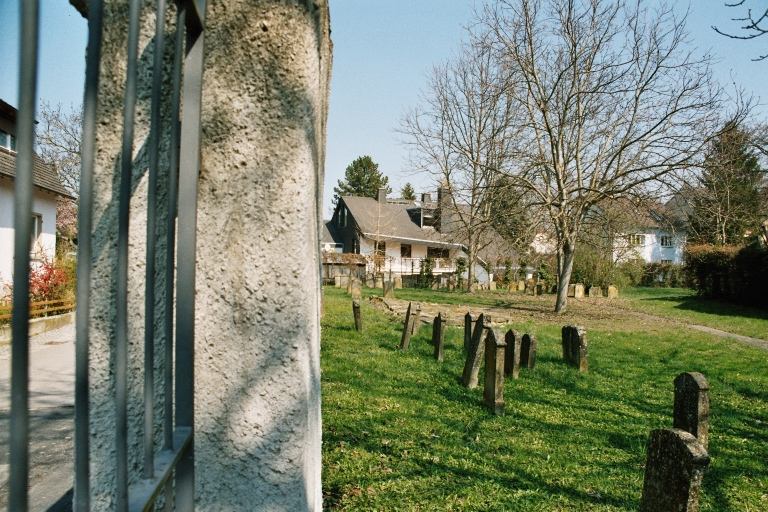
Alter Jüdischer Friedhof in Breisach am Rhein

Der Alte Jüdische Friedhof in Breisach am Rhein, einer Stadt im Landkreis Breisgau-Hochschwarzwald in Baden-Württemberg, wurde 1755 angelegt. Der Friedhof an der Rheintorstraße ist ein geschütztes Kulturdenkmal.

## Geschichte
Bereits im 17. Jahrhundert bestand ein jüdischer Friedhof in Breisach, dessen genaue Lage nicht mehr bekannt ist. 1755 wurde auf dem Grundstück der Familie Günzburger, auf dem auch eine aus Holz erbaute Mikwe (rituelles Bad) stand, der jetzige alte Friedhof angelegt. Nach Erweiterungen in den Jahren 1821 und 1842 hatte er eine Fläche von 17,44 ar. 1874 fand die letzte Beisetzung auf diesem Friedhof statt, da 1850 ein neuer jüdischer Friedhof in Breisach angelegt wurde.
In der Zeit des Nationalsozialismus wurde der Friedhof völlig zerstört. Von den heute noch vorhandenen etwa 130 Grabsteinen (Mazewot) sind viele nur noch in Bruchstücken erhalten. Der älteste Grabstein ist von 1769.